# 울릉중학교 태하분교
울릉중학교 태하분교(鬱陵中學校 台霞分校)는 경상북도 울릉군 서면 태하리에 있었던 공립 중학교이다.

## 학교 연혁
- 1971년 1월 15일 : 울릉중학교 태하분교장 인가(3학급)
- 1971년 3월 22일 : 개교
- 1974년 2월 19일 : 울릉중학교 태하분교 제1회 졸업
- 2010년 3월 1일 : 폐교 및 울릉중학교 통합, 39년만에 폐업

## 참고 자료
- 울릉중학교 태하분교